# Han Gelder
Gustaaf Henry (Han) Gelder (Batavia, 8 juli 1919 – Den Haag, 21 januari 1944) was tijdens de Tweede Wereldoorlog actief in het studentenverzet. Hij was onder meer medeoprichter van het illegale blad Ons Volk.

## Biografie
Gustaaf Henry Gelder was zoon van planter Gustaaf Herman Daam Gelder en Henriette Claus, verblijvend in Weltevreden. Midden jaren dertig kwam hij met het gezin naar Nederland, ouders vertrokken echter binnen enkele maanden weer. Hij maakte aldaar zijn gymnasiumopleiding af, als voogd trad grootvader Hotze Gelder op. Hij schreef zich daarna in voor de studie Indologie aan de Universiteit Leiden. Na de door de Duitse bezetter afgedwongen sluiting van de Leidse universiteit stapte hij over naar Universiteit Utrecht, waar hij in juli 1942 het doctoraalexamen Indisch recht behaalde.
Tijdens zijn studie sloot Han Gelder zich aan bij het studentenverzet. In maart 1942 nam hij het initiatief voor het oprichten van een overlegorgaan voor het studentenverzet, de Raad van Negen. In augustus 1943 was hij medeoprichter van de illegale krant Ons Volk. Ook was hij betrokken bij de oprichting van het Nationaal Comité van Verzet. Verder hielp hij joden met valse persoonsbewijzen en bonkaarten.
Hij overleed op 21 januari 1944 door zelfdoding. Hij belde op die dag aan bij drukkerij Bevedeem op Wouwermanstraat 13 in Den Haag, waar Het Parool en Ons Volk werden gedrukt. Daar was een inval bezig door de Sicherheitsdienst. Gelder had een revolver bij zich en schoot de Duitse politieman die de deur opende in de arm. Daarna schoot hij zichzelf een kogel door het hoofd. Hij overleed ter plaatse. Gelder werd begraven in een massagraf. Na de oorlog werd hij herbegraven op het Ereveld Loenen.
De ouders van Han Gelder, die tijdens de Tweede Wereldoorlog in de jappenkampen verbleven, hoorden pas na de Japanse capitulatie over het overlijden van hun zoon.
Hij kreeg bij Koninklijk besluit nummer 17 van 7 mei 1946 postuum het Verzetskruis uitgereikt door koningin Wilhelmina. In Rotterdam, Almere, Oss en Soest zijn straten naar hem vernoemd.